# 60 urodziny

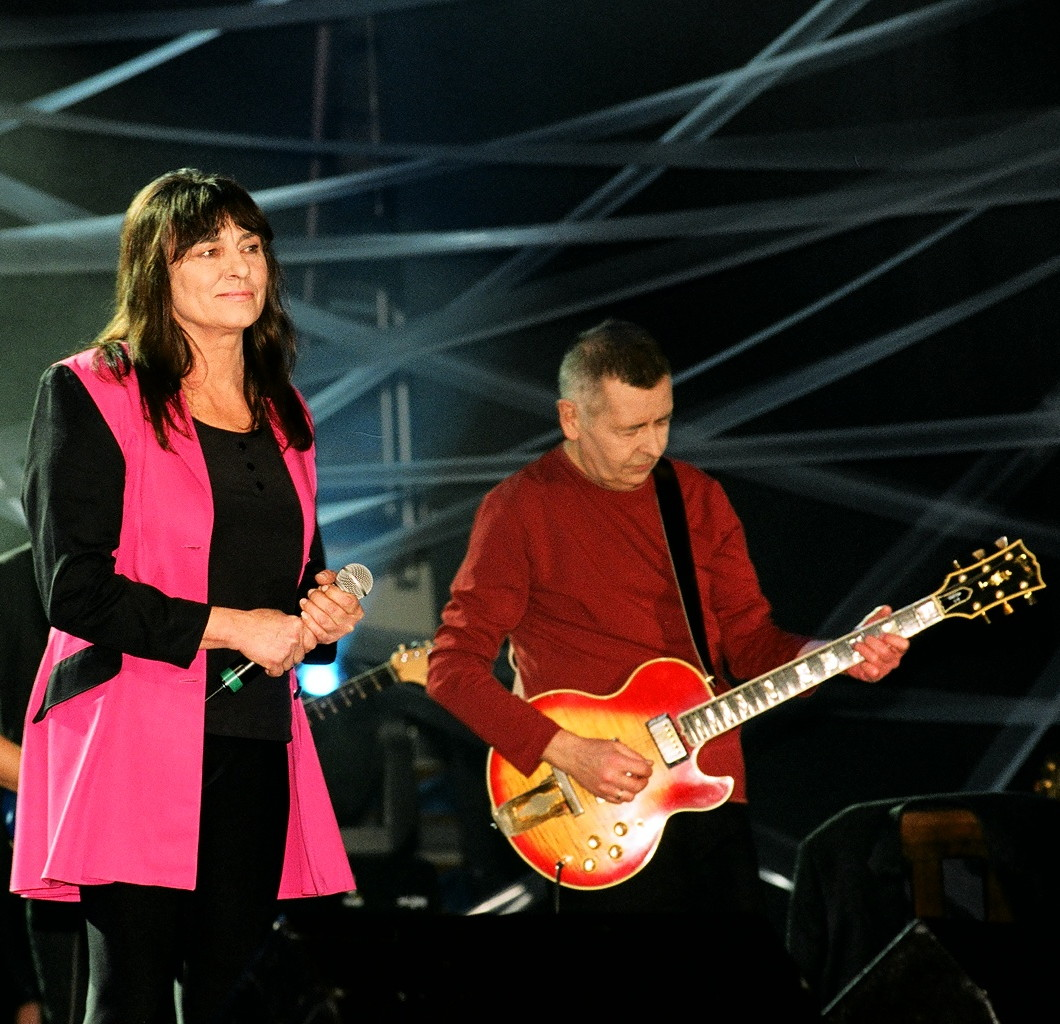
Mira Kubasińska i Tadeusz Nalepa podczas koncertu „Rzeka dzieciństwa”, fot. Ryszard Cieliński

60. urodziny – Rzeka Dzieciństwa – płyty DVD (MMP DVD 0074) i CD (MMP CD 0716 DG) będące zapisem koncertu pt. „Rzeka Dzieciństwa – Tadeusz Nalepa 60 lat”, który odbył się 22 listopada 2003 roku w Rzeszowie w hali Podpromie z okazji 60. urodzin polskiego gitarzysty, wokalisty, kompozytora i autora tekstów Tadeusza Nalepy.
Był to pierwszy koncert Tadeusza Nalepy wydany w formie zapisu video i jedyny taki, który ukazał się za jego życia. Artysta sam dokonał doboru materiału na tę płytę. Wydawcą była wytwórnia Metal Mind Productions. Ukazała się również wersja zawierająca w jednej okładce płytę DVD i CD.
Autorem muzyki jest Tadeusz Nalepa.
Materiał dodatkowy dołączony do płyty stanowią zdjęcia z koncertu autorstwa Ryszarda Cielińskiego, biografia artysty oraz dyskografia jego i zespołów Blackout i Breakout.

## „Rzeka Dzieciństwa”
Twórcą widowiska telewizyjnego „Rzeka Dzieciństwa – Tadeusz Nalepa 60 lat” był Tomasz Paulukiewicz, autor również takich wydarzeń jak Breakout wraca do domu i Breakout Festiwal 2007 – Wysłuchaj mojej pieśni Panie.
„Rzeka Dzieciństwa” odbyła się pod hasłem „Rock Galicja – 20 lat później”.
Organizatorem koncertu był Wacław Skuba.
Oprócz Jubilata wzięli w nim udział: Mira Kubasińska, Grażyna Dramowicz, Marzena Korzonek, Stanisław Sojka i zespół Trio (Wojciech Uhma, Przemysław Sobiela, Paweł Bukowczyk). Towarzyszył im zespół w składzie: Piotr Nalepa (g), Artur Dutkiewicz (hamm), Wojciech Kuzyk (bg), Jarosław Szlagowski (dr), Marek Surzyn (dr).
Marek Surzyn był jedynym muzykiem grającym wcześniej w zespole Breakout, który został zaproszony do udziału w tym jubileuszu przez Tadeusza Nalepę.
Koncert otworzyła kapela Władka Pogody z Kolbuszowej, która wykonała wiązankę utworów ludowych oraz w tym samym stylu bluesa „Kiedy byłem małym chłopcem” (ten występ nie znalazł się na płycie).
W finale wystąpił chór dzieci ze Szkół Podstawowych w Rzeszowie nr 3, 12 i 17, który zaśpiewał „Kiedy byłem małym chłopcem” oraz „Sto lat”.
Zapowiadali Wojciech Mann i Krzysztof Materna (ich zapowiedzi nie znalazły się na płycie) oraz Tomasz Paulukiewicz.
Podczas koncertu odczytany został list Prezydenta RP Aleksandra Kwaśniewskiego skierowany do Jubilata.
Przy okazji widowiska ukazała się książeczka zawierająca m.in. opowieść o życiu Tadeusza Nalepy autorstwa Tomasza Paulukiewicza pt. „Mówi Nalepa”. Tekst ten, uzupełniony o dalsze lata życia artysty, został dołączony do wydanego w roku 2006 przez Metal Mind boxu, zawierającego wszystkie płyty sygnowane nazwiskiem Tadeusza Nalepy (Tadeusz Nalepa 1982-2002, MMP 13 CD BOX 001).
Spośród wykonanych podczas koncertu piosenek w zapisie DVD i CD nie znalazła się „Anna” zaśpiewana w duecie przez Stanisława Sojkę i Tadeusza Nalepę.
Koncert był transmitowany na żywo przez 2 Program TVP S.A.

## Muzycy
- Tadeusz Nalepa – śpiew, gitara
- Mira Kubasińska – śpiew
- Grażyna Dramowicz – śpiew
- Marzena Korzonek – śpiew
- Stanisław Sojka – śpiew, pianino
- Zespół Trio (Wojciech Uhma, Przemysław Sobiela, Paweł Bukowczyk) – śpiew
- Piotr Nalepa – gitara
- Artur Dutkiewicz – organy Hammonda
- Wojciech Kuzyk – gitara basowa
- Jarosław Szlagowski – perkusja
- Marek Surzyn – perkusja
- Chór dzieci ze Szkół Podstawowych w Rzeszowie nr 3, 12 i 17 – śpiew

## Lista utworów CD
| 1.  | Zerwany film – voc: Tadeusz Nalepa i Grażyna Dramowicz (sł. T. Nalepa)                                      | 06:58   |
|     | |         |
| 2.  | Dlatego głupku jesteś sam – voc: Trio (Wojciech Uhma, Przemysław Sobiela, Paweł Bukowczyk) ( sł. T. Nalepa) | 04:11   |
|     | |         |
| 3.  | Modlitwa – voc: Marzena Korzonek (sł. B.Loebl)                                                              | 05:59   |
|     | |         |
| 4.  | Chcę przytulić Cię – voc: Marzena Korzonek (sł. T. Nalepa)                                                  | 04:45   |
|     | |         |
| 5.  | Kiedy byłem małym chłopcem – voc: Tadeusz Nalepa i Stanisław Sojka (sł. B.Loebl)                            | 05:45   |
|     | |         |
| 6.  | Do kogo idziesz – voc: Mira Kubasińska i Tadeusz Nalepa (sł. B.Loebl)                                       | 06:27   |
|     | |         |
| 7.  | Zapraszamy na korridę – voc: Mira Kubasińska (sł. B.Loebl)                                                  | 05:56   |
|     | |         |
| 8.  | Na drugim brzegu tęczy – voc: Mira Kubasińska (sł. J.Grań)                                                  | 05:22   |
|     | |         |
| 9.  | Pomaluj moje sny – voc: Tadeusz Nalepa (sł. B.Loebl                                                         | 03:41   |
|     | |         |
| 10. | Pozwól mi być z tobą tu – voc: Tadeusz Nalepa (sł. B.Loebl)                                                 | 05:13   |
|     | |         |
| 11. | To niemożliwe – voc: Grażyna Dramowicz (sł. B.Olewicz)                                                      | 04:02   |
|     | |         |
| 12. | Ten o Tobie film – voc: Tadeusz Nalepa (sł. B.Loebl)                                                        | 04:42   |
|     | |         |
| 13. | Oni zaraz przyjdą tu – voc: Trio (Wojciech Uhma, Przemysław Sobiela, Paweł Bukowczyk) (sł. B.Loebl)         | 03:20   |
|     | |         |
|     | | 1:06:21 |
|     | |         |

## Lista utworów DVD
| 1.  | Tego ci życzę – voc: Tadeusz Nalepa i Grażyna Dramowicz (sł. B. Olewicz)                                    | 04:17   |
|     | |         |
| 2.  | Woda nie do picia – voc: Grażyna Dramowicz (sł. T. Nalepa)                                                  | 04:09   |
|     | |         |
| 3.  | To niemożliwe – voc: Grażyna Dramowicz (sł. B.Olewicz)                                                      | 04:02   |
|     | |         |
| 4.  | Zerwany film – voc: Tadeusz Nalepa i Grażyna Dramowicz (sł. T. Nalepa)                                      | 06:58   |
|     | |         |
| 5.  | Dlatego głupku jesteś sam – voc: Trio (Wojciech Uhma, Przemysław Sobiela, Paweł Bukowczyk) ( sł. T. Nalepa) | 04:11   |
|     | |         |
| 6.  | Modlitwa – voc: Marzena Korzonek (sł. B.Loebl)                                                              | 05:59   |
|     | |         |
| 7.  | Chcę przytulić Cię – voc: Marzena Korzonek (sł. T. Nalepa)                                                  | 04:45   |
|     | |         |
| 8.  | Kiedy byłem małym chłopcem – voc: Tadeusz Nalepa i Stanisław Sojka (sł. B.Loebl)                            | 05:45   |
|     | |         |
| 9.  | Do kogo idziesz – voc: Mira Kubasińska i Tadeusz Nalepa (sł. B.Loebl)                                       | 06:27   |
|     | |         |
| 10. | Zapraszamy na korridę – voc: Mira Kubasińska (sł. B.Loebl)                                                  | 05:56   |
|     | |         |
| 11. | Wielki ogień – voc: Mira Kubsińska (sł. B.Loebl)                                                            | 8:30    |
|     | |         |
| 12. | Gdybyś kochał hej –voc: Mira Kubasińska i Tadeusz Nalepa (sł. B.Loebl)                                      | 3:27    |
|     | |         |
| 13. | Na drugim brzegu tęczy – voc: Mira Kubasińska (sł. J.Grań)                                                  | 05:22   |
|     | |         |
| 14. | Rzeka dzieciństwa – voc: Tadeusz Nalepa (sł. B.Loebl)                                                       | 6:30    |
|     | |         |
| 15. | Pomaluj moje sny – voc: Tadeusz Nalepa (sł. B.Loebl                                                         | 03:41   |
|     | |         |
| 16. | Pozwól mi być z tobą tu – voc: Tadeusz Nalepa (sł. B.Loebl)                                                 | 05:13   |
|     | |         |
| 17. | Ten o Tobie film – voc: Tadeusz Nalepa (sł. B.Loebl)                                                        | 04:42   |
|     | |         |
| 18. | Oni zaraz przyjdą tu – voc: Trio (Wojciech Uhma, Przemysław Sobiela, Paweł Bukowczyk) (sł. B.Loebl)         | 03:20   |
|     | |         |
| 19. | Kiedy byłem małym chłopcem – voc: chór dzieci ze Szkół Podstawowych w Rzeszowie nr 3, 12 i 17 (sł. B.Loebl) | 05:06   |
|     | |         |
|     | | 1:38:20 |
|     | |         |

## Informacje uzupełniające
- Produkcja – Tomasz Paulukiewicz
- Producent wykonawczy – Jerzy Andrzej Byk
- Reżyseria – Tomasz Paulukiewicz i Jerzy Andrzej Byk
- Scenariusz – Tadeusz Nalepa i Tomasz Paulukiewicz
- Scenografia – Krzysztof Motyka
- DVD Producent Wykonawczy – Tomasz Dziubiński
- Asytentki Producenta Wykonawczego DVD – Magda Jagielska i Justyna Szarkowska
- Zdjęcia – Ryszard Cieliński
- Sfilmowano i nagrano w Hali Podpromie w Rzeszowie 22 listopada 2003 r.
- Wydano na podstawie licencji udzielonej przez TVP S.A.